# Adolph Frank

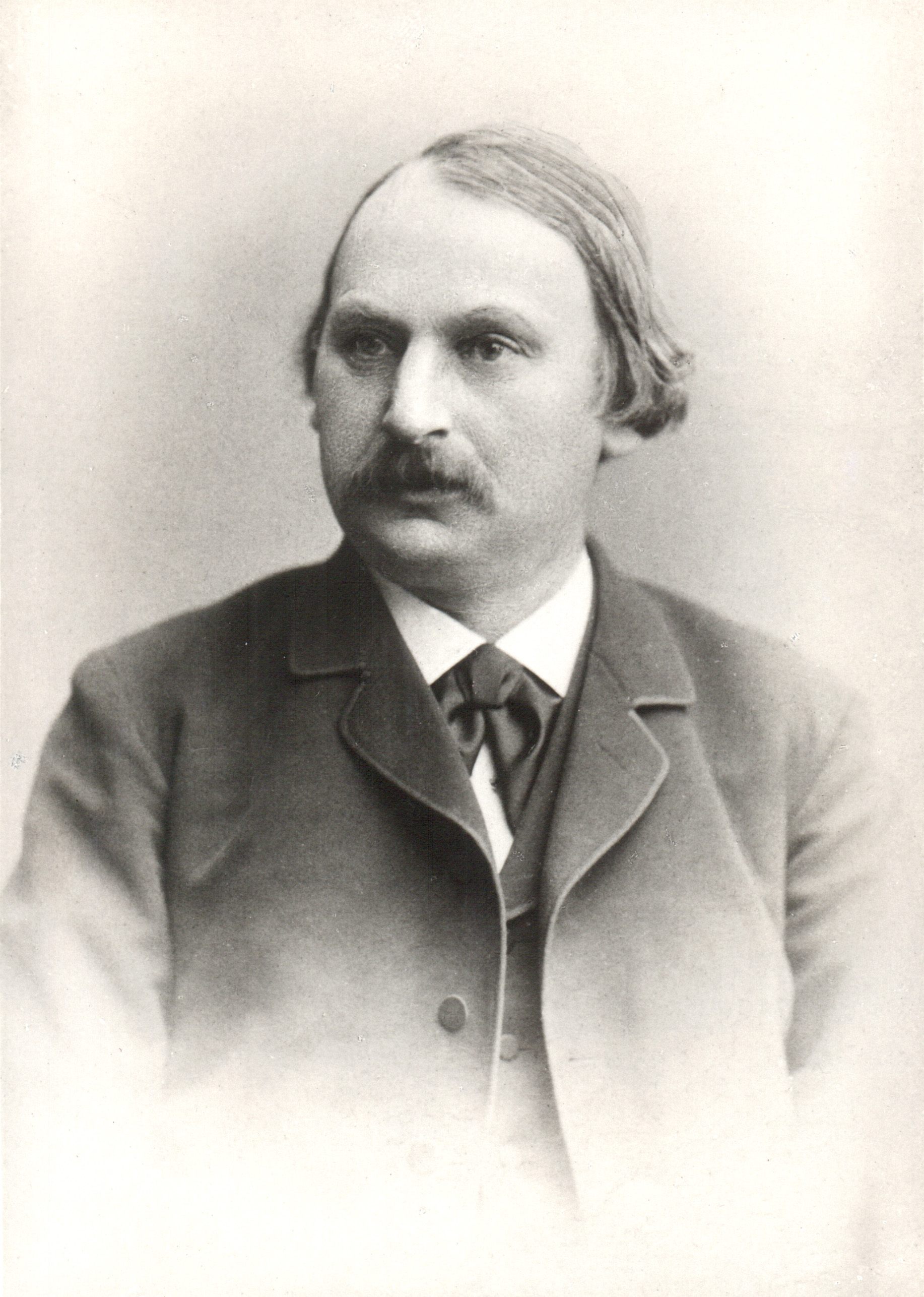
Adolph Frank

Adolph Frank, född 20 januari 1834 i Klötze, Altmark, död 30 maj 1916 i Charlottenburg, var en tysk teknisk kemist.
Frank var en märkesman i den kemiska storindustrin såsom grundläggare (1861) av den tyska kaliindustrin och, tillsammans med Nikodem Caro uppfinnare av den viktiga metoden för tillgodogörande av luftkväve i form av kalciumcyanamid eller kalkkväve. Men förutom dessa två epokgörande kemiska industrier framkallade eller medverkade Frank även till uppkomsten och utvecklingen av flera andra. 
År 1864 påbörjade Frank vid Stassfurt tillverkning av brom och brompreparat i stor skala ur moderlutar efter tillverkning av kaliumklorid. Åren 1891-93 införde han cellulosaindustrin i Ostpreussen. Sedan 1893 förbättrade han, tillsammans med Caro, metoderna för användningen av bränntorv för kraftbehov och för tillverkning av ammoniak. Från 1906 utarbetade han, tillsammans med Caro, Alb. Frank och Carl von Linde, en metod för framställning av vätgas i stor skala ur "vattengas", för luftskepp och för syntetisk ammoniak. År 1907 utarbetade han, likaledes tillsammans med Caro, den viktiga metoden för framställning av salpetersyra genom förbränning av ammoniak. Frank angav vidare metoder för framställning av kimrök ur acetylen och grafit ur kalciumkarbid samt utförde undersökningar bland annat inom sockerindustrin, över bränslegasers användning för upphettning och belysning. 
Frank blev 1911 ledamot av svenska Lantbruksakademien.